# 37. Feldartillerie-Brigade (Deutsches Kaiserreich)
Die 37. Feldartillerie-Brigade war ein Großverband der Preußischen Armee.

## Geschichte
Die 37. Feldartillerie-Brigade wurde zum 1. Oktober 1912 in Allenstein (Masuren) aufgestellt und  am  16. Februar 1917  zum Artilleriekommandeur 37 umfunktioniert, dem damit die taktische Führung der gesamten Feld- und schweren Artillerie oblag.
Sie war  Teil der 37. Division, die dem XX. Armee-Korps zugeordnet war.

### Gliederung
- 1912 bis 1914

1. Masurisches Feldartillerie-Regiment Nr. 73, 2. Masurisches Feldartillerie-Regiment Nr. 82
- Kriegsgliederung bei Mobilmachung 1914

Wie vor
- Kriegsgliederung am 19. August 1918

Artillerie-Kommandeur Nr. 37,
Feldartillerie-Regiment Nr. 73 und II./Fußartillerie-Regiment Nr. 16

### Erster Weltkrieg
Die Brigade kam mit Kriegsbeginn im Verband der 37. Division bis Jahresende 1916 an der Ostfront zum Einsatz und wurde in den Westen verlegt, wo sie bis zum Kriegsende kämpfte.
Zu den Kampfhandlungen, Gefechten und Schlachten siehe Kampfgeschehen der 37. Division.

### Brigadekommandeure
| Name                | Datum                             |
| ------------------- | --------------------------------- |
| Wilhelm Buchholz    | 1. Oktober 1912 bis 19. Mai 1914  |
| Carl Giebeler       | 20. Mai 1914 bis 19. Oktober 1917 |
| Hans von Heydebreck | 20. Oktober 1917 bis Kriegsende   |
| Carl Nehbel         | 12. Januar 1919 (Demobilisierung) |